# Begraafplaats van Bourghelles
De Begraafplaats van Bourghelles is een gemeentelijke begraafplaats in de Franse gemeente Bourghelles in het Noorderdepartement. De begraafplaats ligt aan de noordkant van het dorpscentrum. Centraal staat het "Monument aux Morts" voor de slachtoffers van Bourghelles in beide wereldoorlogen.

## Britse oorlogsgraven
Op de begraafplaats bevindt zich een Brits militair perk met gesneuvelden uit de Tweede Wereldoorlog. Het telt 9 graven, waarvan er 8 zijn geïdentificeerd. De graven worden onderhouden door de Commonwealth War Graves Commission. In de CWGC-registers is de begraafplaats opgenomen als Bourghelles Communal Cemetery.